# Las Talitas
Las Talitas é uma cidade da Argentina, localizada na província de Tucumã.